# Торц
Торц (Торч, Торчиця, Північний Торч) — річка в Україні, на Придніпровській височині, в межах Київської області. Права притока річки Рось (басейн Дніпра).

## Назва
В історичній літературі має назви: Starcica Rzeka (мапа Боплана), Torczyca. Походження назви річки пов'язують з торками — тюркомовними племенами, спорідненими з печенігами, які, зазнавши поразки від половців, переселилися на землі Київської Русі, в басейн Росі та до інших місць, де жили протягом X—XI століть, поки остаточно не асимілювались зі слов'янським населенням (черкаси, келеберда).

## Гідрографія

Басейн річки Рось

Довжина 28 км, площа водозбірного басейну 144 км². Похил річки 1,9 м/км. Заплава річки в багатьох місцях поросла очеретом утворивши низинні болота (11 боліт), стік зарегульований численними ставками (10 ставків).
Витік річки розташований на південній околиці села Юрківка, річка тече переважно на північний захід від с. Юрківка до Володарки, де на її околиці впадає в Рось на Прироській рівнині, на 250 км від гирла.
У середній течії на лівому березі розташований ботанічний заказник місцевого значення «Стрижавський ліс». В гирлі на її терасі та частково в її заплаві, перед впаданням в річку Рось, знаходиться лісовий заказник місцевого значення «Володарська дача» з урочищем «Чубайка», загальна площа лісу 1010 га (масив із переважанням дуба).

### Притоки
Праві:
- Сухоярський струмок. Тече зі сходу на захід, має один ставок. Впадає в річку Торц на західній околиці села Сухий Яр (49°23′19.9″ пн. ш. 30°00′54.3″ сх. д. / 49.388861° пн. ш. 30.015083° сх. д. — витік; 49°23′22.3″ пн. ш. 30°00′27.7″ сх. д. / 49.389528° пн. ш. 30.007694° сх. д. — гирло)[4].
- Торчицький струмок. Тече переважно зі сходу на північний захід, має три ставки. Впадає в річку Торц на північній околиці села Торчиця (49°25′50.04″ пн. ш. 30°02′19.6″ сх. д. / 49.4305667° пн. ш. 30.038778° сх. д. — витік;49°26′18.1″ пн. ш. 30°00′47.4″ сх. д. / 49.438361° пн. ш. 30.013167° сх. д. — гирло)[4].
- Василиський струмок. Переважно тече з півдня на північний захід, має 7 ставків, також має праву та ліву притоки (один ставок). Впадає в річку Торц на західній околиці села Василиха (49°27′24.7″ пн. ш. 30°03′38.0″ сх. д. / 49.456861° пн. ш. 30.060556° сх. д. — витік; 49°28′07.0″ пн. ш. 30°00′30.6″ сх. д. / 49.468611° пн. ш. 30.008500° сх. д. — гирло)[4].
- Лихачиський струмок. Тече зі сходу на захід, має два ставки. Впадає в річку Торц на піденній околиці села Лихачиха (49°28′55.5″ пн. ш. 30°00′36.3″ сх. д. / 49.482083° пн. ш. 30.010083° сх. д. — витік; 49°28′55.6″ пн. ш. 29°59′40.1″ сх. д. / 49.482111° пн. ш. 29.994472° сх. д. — гирло)[4].

Ліві:
- Торчицько-Степовий струмок. Тече з південного заходу на північний схід. Впадає в річку Торц в межах села Торчицький Степок (49°18′56.6″ пн. ш. 30°03′30.5″ сх. д. / 49.315722° пн. ш. 30.058472° сх. д. — витік; 49°19′38.2″ пн. ш. 30°04′17.1″ сх. д. / 49.327278° пн. ш. 30.071417° сх. д. — гирло)[5].
- Стрижавський струмок. Тече з півдня на північний схід, має один ставок. Впадає в річку Торц на північній околиці села Стрижавка (49°24′03.3″ пн. ш. 29°59′11.7″ сх. д. / 49.400917° пн. ш. 29.986583° сх. д. — витік; 49°24′23.6″ пн. ш. 29°59′36.1″ сх. д. / 49.406556° пн. ш. 29.993361° сх. д. — гирло)[6].
- Плютенецький струмок. Тече переважно з заходу на схід, має два ставки, також має ліву притоку. Впадає в річку Торц в межах села Торчиця (49°25′44.5″ пн. ш. 29°57′27.0″ сх. д. / 49.429028° пн. ш. 29.957500° сх. д. — витік; 49°25′25.8″ пн. ш. 29°59′56.2″ сх. д. / 49.423833° пн. ш. 29.998944° сх. д. — гирло)[6].

## Флора
- Вільха, Верба, Дуб, Ясен, Сосна, Граб, Липа, Клен, Береза, Тополя, Яблуня лісова, Груша звичайна, В'яз.
- Калина звичайна, Шипшина, Глід, Черемха звичайна.
- Очерет звичайний, Глечики жовті, Ряска мала, Лишайники.

## Фауна
Період нересту риби починається з квітня та складає близько 2—2,5 місяців.
По берегах річки живуть:
- Свиня дика, Сарна європейська, Лисиця звичайна, Заєць сірий, Вивірка звичайна, Видра річкова.
- Лебідь, Чапля сіра, Лелека білий, Крук, Яструб, Одуд, Качки, Лиска, Плиска.
- Європейська болотна черепаха, Ящірка прудка, Вуж звичайний, Річковий рак, та різноманітні жаби.
- Річкова скойка, Равлики, Водомірки, Бабки.

## Населені пункти
Поселення на річці Торц (від витока до гирла):
- Юрківка;
- Торчицький Степок (один ставок, два низинних болота) ;
- Григорівська Слобода (один ставок, одне низинне болото);
- Стрижавка (три ставки, три низинних болота);
- Сухий Яр;
- Торчиця (два ставки, одне болото);
- Василиха;
- Матвіїха (два ставки, три низинних болота);
- Лихачиха;
- Ратуш (два ставки, одне низинне болото в гирлі).

Історичні мапи
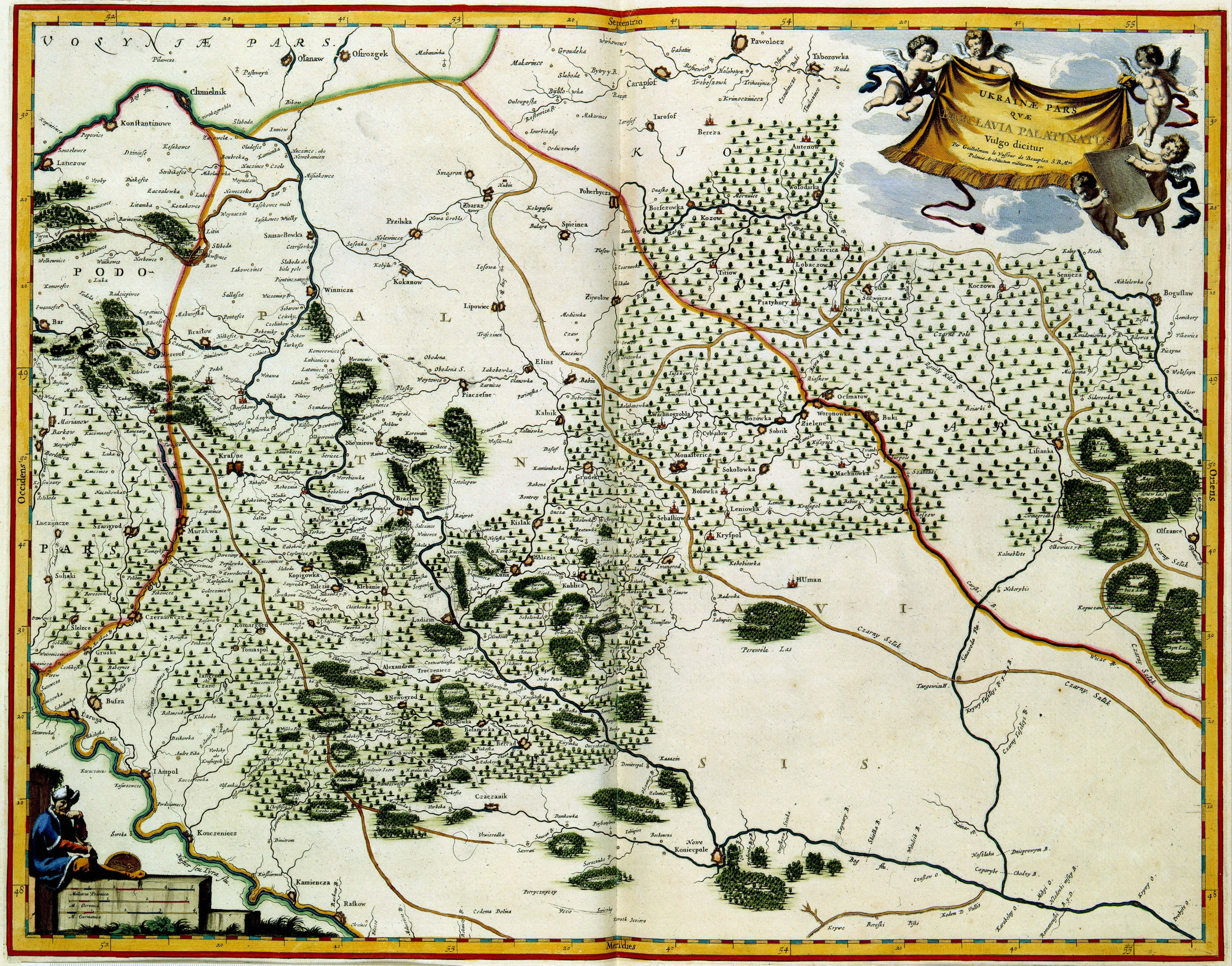
Карта Боплана 1648 (1639)
Covens & Mortier, XVII століття
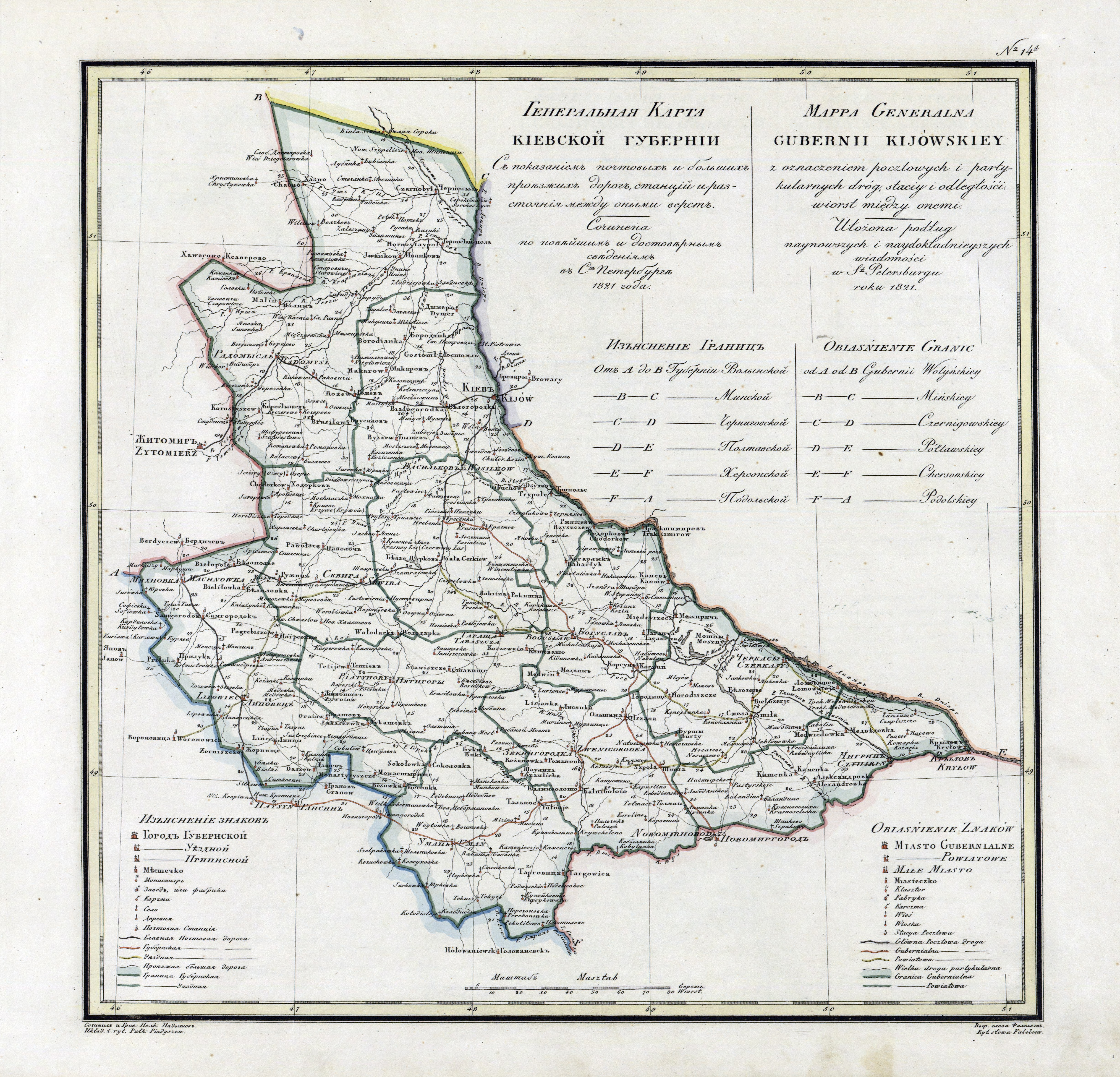
Київська губернія 1821 рік
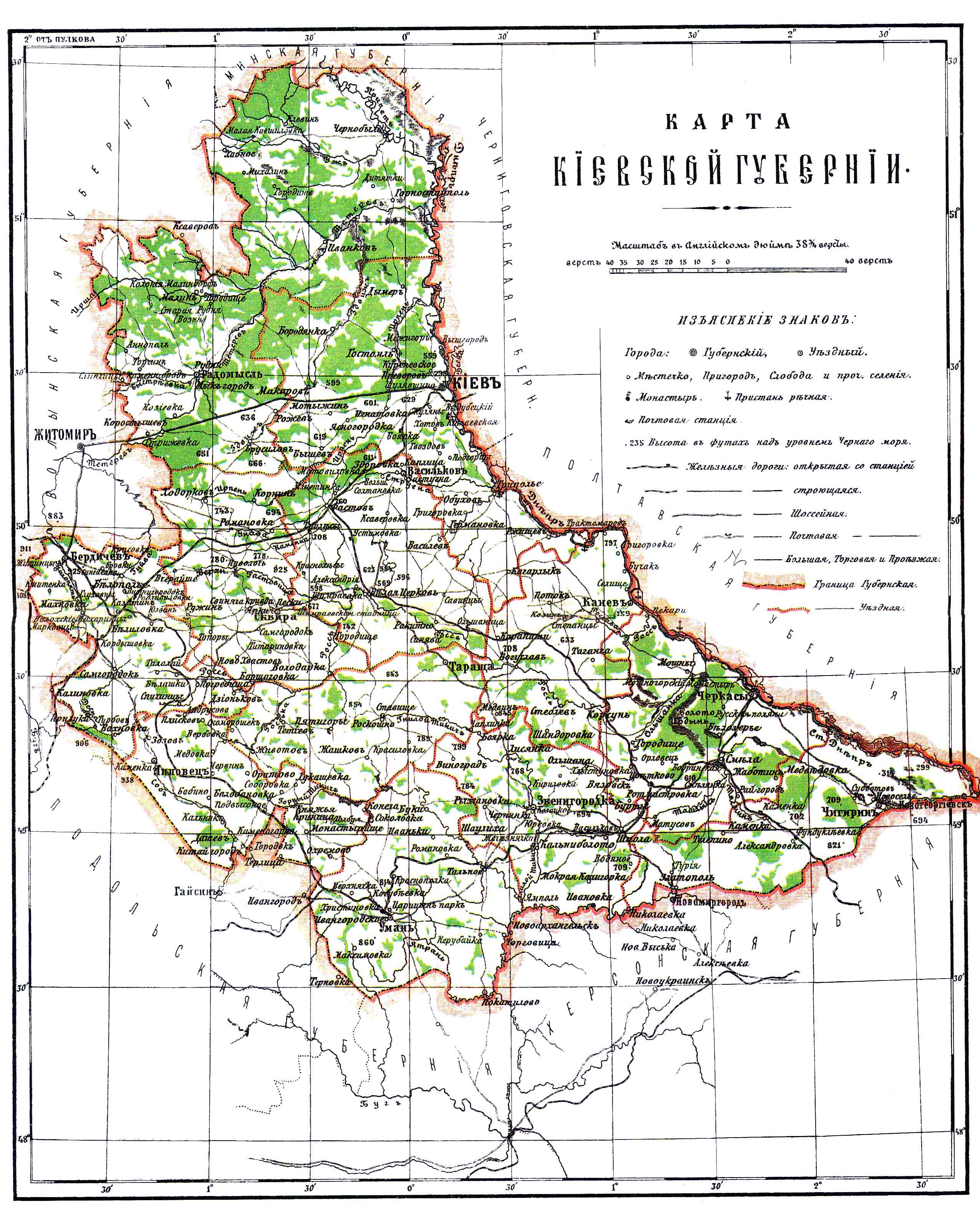
Київська губернія 1900 рік